# Le Docteur Pascal
Le Docteur Pascal est un roman d’Émile Zola publié le 19 juin 1893, le vingtième et dernier volume de la série Les Rougon-Macquart. L’intrigue se déroule entre 1872 et 1874, autrement dit après la chute du Second Empire, période qui constituait le cadre historique de l’ensemble de l’œuvre. En fait, il s’agit ici de donner une conclusion à l’histoire de la famille et de développer les théories sur l’hérédité que Zola a empruntées aux docteurs Prosper Lucas et Bénédict Augustin Morel. Le Docteur Pascal est, de l'aveu même de son auteur, « un des romans auxquels  [il] tient le plus », car c'est à la fois, comme il le dit dans sa dédicace, « le résumé et la conclusion de toute son œuvre ». Pascal est l'un des personnages les plus importants de tous les romans de Zola. En effet, c'est le seul qui soit à la fois désintéressé et sans tare. À travers ce roman, l'auteur nous fait connaître ses propres raisons de vivre.

## Résumé
Fils de Pierre Rougon et de Félicité Puech, Pascal Rougon a cinquante-neuf ans quand commence le récit. Il vit à Plassans, dans une propriété appelée La Souleiade, où il poursuit depuis trente ans un travail sur l’hérédité comprenant comme champ d’étude sa propre famille. Il a notamment accumulé sur chaque membre des Rougon-Macquart des dossiers que sa mère aimerait détruire, car ils pourraient compromettre la gloire future de la famille… Elle a réussi à convaincre Martine, la servante de Pascal, et Clotilde, la nièce que Pascal héberge depuis qu’elle a sept ans, de l’aider dans ce projet de destruction, en misant sur leur dévotion et leur souci de sauver l’âme de leur maître. Cependant, Pascal réussit, au prix d’une surveillance de tous les instants, à empêcher l’accès à l’armoire qui contient les fameux documents. La première partie du livre est le récit de cette lutte acharnée entre Pascal, qui représente la culture et le progrès scientifique, et les trois femmes, qui symbolisent l’obscurantisme, pour mettre la main sur les documents. Une scène marquante est celle de la nuit où Clotilde, profitant du sommeil de son oncle, dérobe la clef et ouvre l’armoire. Pascal parvient à l’empêcher à temps de détruire ses documents et décide alors de lui révéler la terrible généalogie de leur famille : la plupart des membres sont en effet frappés par une destinée tragique. De plus, on apprend à la fin du volume que Clotilde a été arrachée à son milieu « naturel » par le docteur Pascal, qui voulait tester sur elle ses hypothèses sur l'hérédité, en la faisant se développer dans un milieu de « bonté et d'amour ». Elle est donc, dans une certaine mesure, la « chose » de Pascal, comme elle dit elle-même dans l'avant-dernier chapitre.

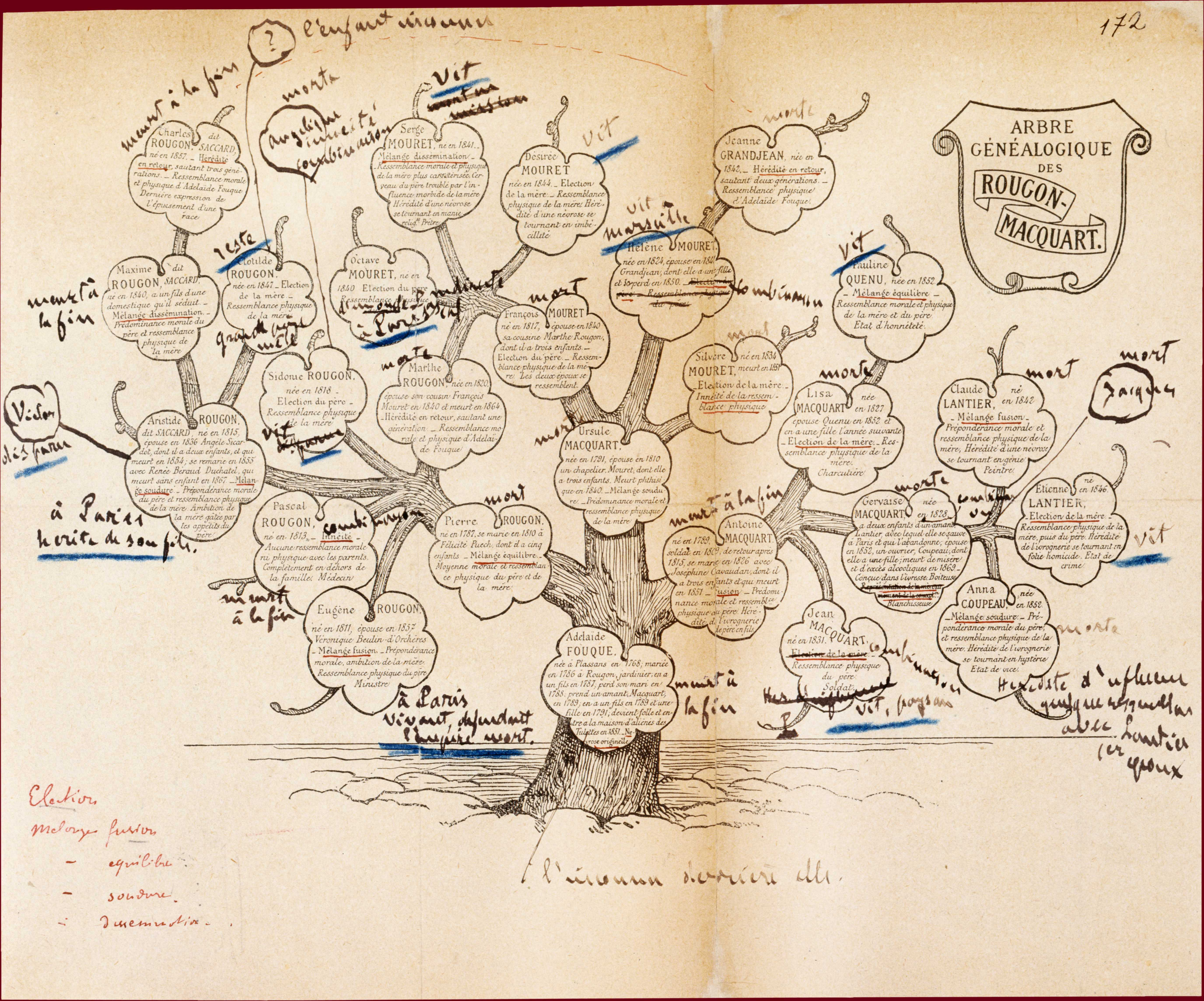
Arbre généalogique des Rougon-Macquart annoté. Cet arbre est le dernier réalisé par Zola. Il fait partie des dossiers préparatoires pour le roman Le Docteur Pascal. On y trouve notamment « l'enfant inconnu » qui doit naître de Clotilde et Pascal après la mort de celui-ci.

Peu après, Pascal, épuisé par cette lutte incessante à l’intérieur de son foyer, tombe gravement malade. Il se persuade alors qu’il est rattrapé par son hérédité et se croit au plus mal. Il est soigné par Clotilde, qui se détourne peu à peu de la religion pour prendre le parti de son oncle. Pascal est finalement guéri et se rend compte de la passion violente qu’il éprouve pour sa nièce. Il tente de la conjurer en cherchant à faire épouser Clotilde par un confrère médecin. Mais celle-ci décline l’offre de mariage et déclare son amour à Pascal. La nuit de cette annonce, Pascal déflore sa nièce. La seconde partie du roman est l’histoire de cet amour incestueux, marqué par un bonheur absolu mais aussi par la douleur de la séparation. Un an après le début de leur relation, Pascal est en effet victime de la faillite frauduleuse de son notaire. Acculé progressivement à la plus grande pauvreté, Pascal doit se résoudre, déchiré, à se séparer de Clotilde. Il y est poussé en particulier par sa mère, soucieuse du scandale grandissant et pensant resserrer ainsi son étau autour de Pascal et de ses documents. Pascal envoie donc Clotilde à Paris, où elle doit soigner son frère Maxime, atteint d’ataxie. Resté seul avec la servante, Pascal, rongé par le chagrin, meurt deux mois plus tard d’une sclérose du cœur. Avant de mourir et alors qu’il vient d’apprendre que Clotilde porte un enfant de lui, il appelle celle-ci à son chevet mais elle arrive deux heures après sa mort. Surtout, elle ne peut empêcher la destruction des documents du docteur, brûlés par Félicité et Martine. Seul l’arbre généalogique établi par celui-ci échappe à l’autodafé (arbre publié par Zola en annexe au roman).
Le roman se termine par la naissance de l’enfant et par un hymne à la vie : « Et, dans le tiède silence, dans la paix solitaire de la salle de travail, Clotilde souriait à l'enfant qui tétait toujours, son petit bras en l'air, tout droit, tout dressé comme un drapeau d'appel à la vie. » Cette conclusion montre que l'auteur — comme Pascal — tend à s'écarter d’une foi infaillible dans les progrès de la science, en acceptant le mouvement de la vie et de la nature toutes puissantes.

## Composition
Zola commence à travailler sur le roman en juin 1892 après La Débâcle et la mise en scène de Thérèse Raquin au théâtre du Vaudeville.
L'écrivain se documente sur l'hérédité et s'inspire de Prosper Lucas, Charles Darwin (gemmules ou pangenèse), Ernst Haeckel, Jules Dejerine, Georges Pouchet, Jules Chéron (relayé par Maurice de Fleury), Charles-Édouard Brown-Séquard et August Weismann. Il emprunte aussi au Grand Dictionnaire universel. Zola, par l'intermédiaire du docteur, évoque les injections hypodermiques, les piqûres de substances organiques, en vogue alors ou la combustion humaine spontanée auquel succombe l'oncle Macquart. Cependant, le romancier est très dubitatif sur l'authenticité des combustions.
Pour les lieux, la Souleiade est un panorama inspiré d'Aix-en-Provence dont le pavillon de Boissy au parc Jourdan. La Séguiranne s'inspire de la propriété Audibert à Pinchinats, le nom vient du parc de la bastide de la Séguiranne, propriété de la famille Séguiran de Vauvenargues. Les Tulettes sont au barrage Zola.
Le roman paraît en feuilleton dans La Revue hebdomadaire du 18 mars au 17 juin 1893. Le manuscrit autographe est à la BnF, fonds des Nouvelles acquisitions françaises, no 10288 et no 10289. Les dossiers préparatoires sont à la BnF, fonds NAF no 10290 et à la bibliothèque Bodmer. Un jeu d'épreuves corrigées est conservé à la bibliothèque de l'Université de Californie.

### Thématiques
La science est le thème central du roman. Certes, certaines des thèses scientifiques développées par l’auteur paraissent aujourd’hui datées, voire farfelues : l’hérédité dans la constitution de l’individu, bien qu'elle soit envisagée comme un rôle essentiel mais non déterminant aux yeux de Zola. Par ailleurs, le docteur Pascal — et Zola à travers lui — a l’intuition de principes aujourd’hui largement reconnus, notamment l’éloge de la méthode scientifique, faite de rigueur et d’humilité, par contraste avec les prétentions de la religion et la fumisterie des superstitions.
Zola précise ainsi ses intentions, dans une lettre à Philippe Gille du 12 juin 1893 : « J'ai voulu y expliquer et y défendre la série entière, et j'oserais dire que c'est une conclusion scientifique, philosophique et morale, si tous ces grands mots n'étaient pas trop ambitieux. »
De plus, le personnage de médecin revient souvent dans l'œuvre de Zola, faisant couple avec celui de prêtre.